# بییافرانکا د لا سیرا
بییافرانکا د لا سیرا دهستانی در استان آبیلای اسپانیا است.
در این دهستان ۱۸۹ نفر زندگی می‌کنند. مساحت این دهستان ۳۹٫۲۷ کیلومتر مربع است.